# Steve Mackey
Stephen Patrick Mackey, detto Steve (Sheffield, 10 novembre 1966 – 2 marzo 2023), è stato un bassista e produttore discografico britannico.

## Biografia
Conosciuto come bassista del gruppo alternative rock dei Pulp, in cui entrò nel 1989, collaborò con il frontman Jarvis Cocker anche nell'attività solista di quest'ultimo.
Lavorò come produttore o autore per artisti come M.I.A., Florence and the Machine, The Long Blondes e altri. Apparve nel film Harry Potter e il calice di fuoco (2005) come membro della band di stregoni Weird Sisters.
È scomparso il 2 marzo 2023 all'età di 56 anni a causa di una malattia non specificata.

## Discografia
con i Pulp
- Separations (1991)
- His 'n' Hers (1994)
- Different Class (1995)
- This Is Hardcore (1998)
- We Love Life (2001)